# Simor Erzsi
Simor Erzsi, született: Porteller Erzsébet Mária Terézia (Budapest, 1911. július 6. – Budapest, 1977. február 2.) magyar színésznő; az 1940-es évek elejének nemzetközi sikereket is elérő filmsztárja. 

## Életpályája
Porteller Tivadar (Tódor) Emil Máté (1878–1950) kereskedősegéd, látszerész és Zawralek Mária Jozefa (1888–1952) lányaként született. Tanítónői oklevele megszerzése után Góth Sándornál tanulta a színészmesterséget. 1937-ben lett a Magyar Színház tagja, később a Royal Varietében lépett fel, utána az Andrássy úti Színház, majd az Új Magyar Színház szerződtette. 
A második világháború után az Igazolóbizottság egy évre eltiltotta a szerepléstől, ezután nem kapott Budapesten szerződést, hisz politikailag megbízhatatlannak számított. Játszott Debrecenben és Pécsett is, majd – hosszú kihagyás után – újra felkerült a fővárosba, a Madách Színház tagja volt 1959-től egészen haláláig. Emlékezetes alakítást nyújtott Schiller Stuart Máriájaként, ugyancsak Schiller Ármány és szerelemjének Lady Milfordjaként és a Hamlet Gertrúdjaként. Második pályaszakaszában a színpadon jól megformált jellemszerepekkel bizonyította tehetsége elmélyülését.

## Filmkarrierje
1936-tól filmezett. Az Új Filmlexikon szerint eleinte főként dekoratív megjelenésével aratott sikert. A későbbiekben viszont megmutatta, hogy szépsége markáns jellemábrázoló képességgel párosul.
Olyan férfipartnerek oldalán játszhatott, mint Jávor Pál, Páger Antal, Szilassy László. Többnyire finom lelkű úrilányok (Dankó Pista, Szüts Mara házassága) megformálását bízták rá, de csábító démonként is számítottak rá. (Tóparti látomás, Gyurkovics fiúk), sőt még az ellenséges kémnők is a repertoárjába tartoztak. (Áll a bál, Ismeretlen ellenfél, Akit elkap az ár)
Kalmár László, a közönség várakozásainak, szórakozási igényeinek kielégítését fő céljának tekintő rendező három ízben is komoly szerepet bízott Simor Erzsire. A Szüts Mara házassága, két falusi földbirtokoslány házassági története, afféle modernizált "Gyurkovits-lányok", a címszereplő Simor Erzsivel és a húgát játszó Szörényi Évával éppoly elsöprő sikert aratott, mint a Tóparti látomás.A Tóparti látomásban Simor Erzsi fülledt erotikájú fürdési jelenete is nagyban hozzájárult ahhoz, hogy a film jól teljesített  a mozipénztáraknál (állítólag  a háború előtti filmgyártás legnagyobb üzleti sikere volt), s a Simor Erzsi által elénekelt Fényes Szabolcs-sláger (Száz vágy muzsikál most az éjben) a rádió állandó műsordarabja lett. A Dankó Pistában, a szegedi cigányprímásról szóló életrajzi filmben Simor Erzsi Dankó Pista (Jávor Pál) feleségét alakította, míg szerelmi vetélytársa: a fékezhetetlenül vad cigánylány, Rózsi szerepében Lukács Margitot lehetett látni.  
A Tóth Endre rendezésében készült Semmelweis (1940) című filmben Semmelweis Ignác fiatalkori szerelmét, Micit, a bárónővé avanzsált bécsi énekesnőt formálta meg, akinek a halál – a gyermekágyi láz – árnyékában történő szülése a film egyik drámai jelenete.  
Említésreméltó alakítása még a Dr. Kovács István című Páger Antal-filmben a címszereplő menyasszonyának, a nagyravágyó, a vőlegénye családját lenéző, elkényeztetett úrilánynak, Tatár Adának a szerepe. Az Éjfélre kiderül című filmben, ebben a félreértéseken alapuló, sodró lendületű vígjátékban pedig a házasságtörés szélére jutó Donáthné szerepében tűnt fel.     
Egy ideig úgy tűnt, hogy Simor Erzsinek arra is lehetősége nyílik, hogy nemzetközi karriert fusson be, ugyanis 1943-ban két olasz filmben (Két szív; Ház a folyó partján) is főszerepet, majd jó kritikákat kapott.
Egészen a második világháború végéig Simor Erzsi a legfoglalkoztatottabb filmszínésznő volt. S választékos eleganciájával nagy hatást gyakorolt a divatra is. Egyenesen divatkirálynőnek titulálták.
Természetesen a háború alatt a többi sztárhoz hasonlóan neki is ki kellett vennie a részét az ország háborús erőfeszítéseiből, kiváltképp a katonák szórakoztatásával. Mint azt a korabeli sajtó megírta, Simor Erzsi igen sok tábori lapot kapott.  A 9/4 harckocsizó század tisztikara a legénység nevében arra kérte a színésznőt, hogy énekelje el a Tóparti látomás egyik slágerét. Ezért hálából tiszteletbeli páncélossá fogadták. (Simor azonban túl későn kapta meg a levelet, ezért nem teljesíthette a kérést. Kárpótlásul a tisztikart meghívta egy családi vacsorára.)  
Filmkarrierje a szocialista fordulat után megtört. Mivel politikai okokból jó időre vidékre száműzték az addig rendkívül népszerű színésznőt, ezt követően már kivételszámba ment, hogy egy-két filmben (Édes Anna, Pacsirta, stb.) fölkérjék a korábbi sztárstátuszához képest megalázóan kicsiny epizódszerepekre.

## Magánélete
Első férje Streitmann Kornél volt, e házassága válással végződött. 1943. július 1-jén hozzáment Kovács Károly színészhez. Újabb válását követően az 1940-es évek végén Nagy Béla színésszel lépett házasságra.

## Róla írták
"Szikrázóan szép: furcsa keveréke Tündér Ilonának, a nagyvilági pesti dámának és a hollywoodi magazinszőkeségnek."                        (Hétfő Reggel című újság, 1939. április 17.)

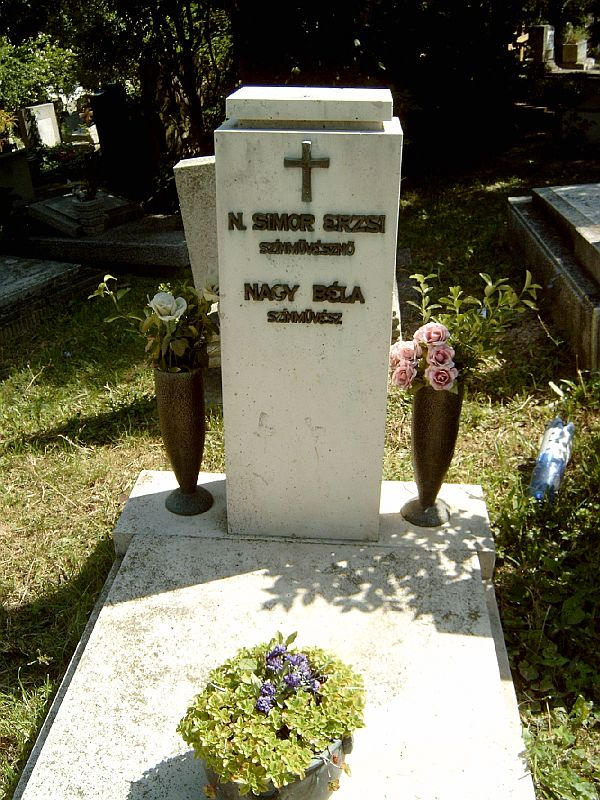
Simor Erzsi és férje Nagy Béla színművész sírja Budapesten. Farkasréti temető: 37/2-1-42. Kallós M. Elek alkotása; a sírt eredetileg Simor Erzsi bronzból készült mellszobra díszítette, ám a szobrot színesfémgyűjtők ellopták

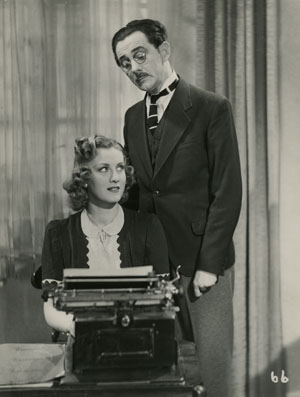
Simor Erzsi Pethes Sándorral a Vadrózsa című filmben (1939)
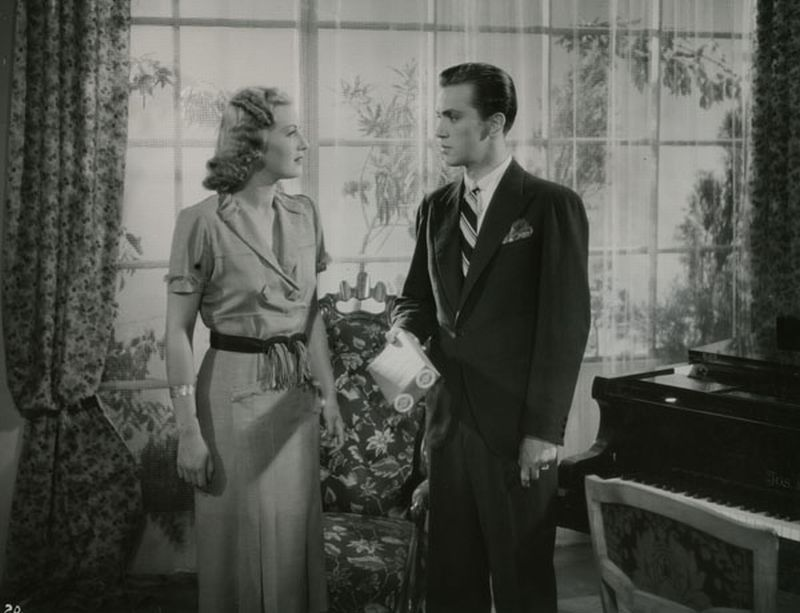
Simor Erzsi és Benkő Gyula a Varjú a toronyórán című filmben (1938)
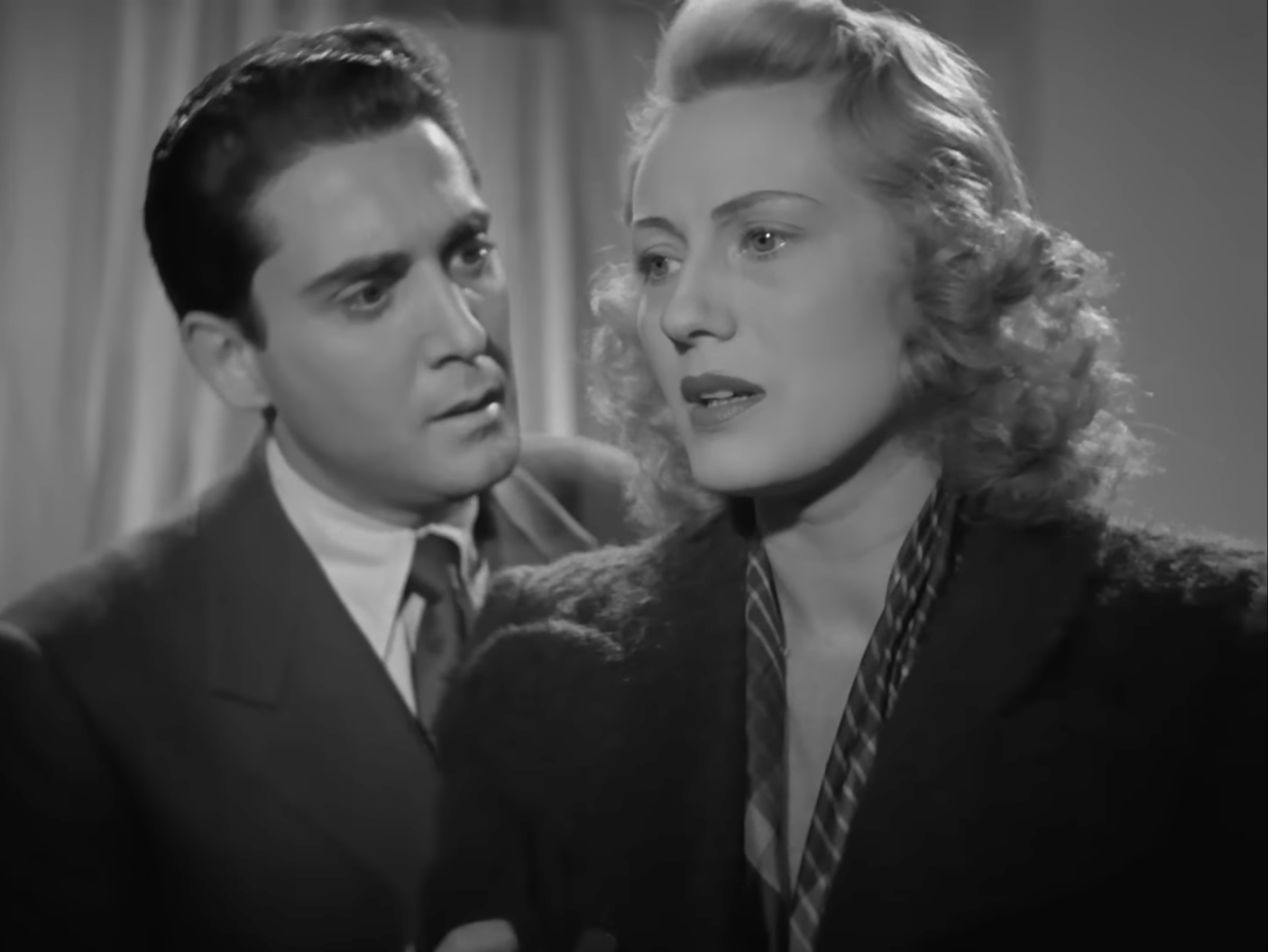
Simor Erzsi Osvaldo Genazzanival a Két szív című olasz filmben (1943)

## Színpadi szerepei
- Stuart Mária (Schiller: Stuart Mária)
- Gertrudis (Katona József: Bánk bán)
- Gertrud (Shakespeare: Hamlet) – 1956–1962[17]
- Flavia (Füst Milán: Catullus) – 1968
- Eladó (Karinthy Ferenc: Bösendorfer)
- Lady Plymdale (Oscar Wilde: Lady Windermere legyezője) – 1959–1960
- Lady Milford (Schiller: Ármány és szerelem)
- Capuletné (Shakespeare: Rómeó és Júlia)
- Tabi László: Esküvő – 1961
- Bertolt Brecht: A kaukázusi krétakör – 1961
- Maria Soderini (Alfred de Musset: Lorenzaccio) – 1960
- Jerzy Jurandot: Harmadik csengetés – 1959
- A szomorúszemű nő (Alejandro Casona: A fák állva halnak meg) – 1958
- Dario Niccodemi: Tacskó – 1957
- Mona Brand: Hamilton család – 1953
- Jean de Létraz: Ígéret hölgye – 1947

## Filmjei

### Játékfilmek
- Tomi, a megfagyott gyermek (1936)
- Méltóságos kisasszony (1937)
- Segítség, örököltem! (1937)
- A Noszty fiú esete Tóth Marival (1938)
- Varjú a toronyórán (1938)
- Úri világ (1938)
- Elcserélt ember (1938)
- Cifra nyomorúság (1938)
- Áll a bál (1939) (Simor Erzsébet néven)
- A varieté csillagai (1939)
- Vadrózsa (1939)
- János vitéz (1939)
- Tökéletes férfi (1939)
- Szervusz Péter! (1939)
- Menschen vom Varieté (1939)
- Tóparti látomás (1940)
- Ismertetlen ellenfél (1940)
- Garszonlakás kiadó (1940)
- Semmelweis (1940)
- Régi nyár (1941)
- Szüts Mara házassága (1941) – Szüts Mara
- Bob herceg (1941)
- Csákó és kalap (1941)
- Gyurkovics fiúk (1941)
- A kegyelmes úr rokona (1941)
- Dankó Pista (1941)
- Akit elkap az ár (1941)
- Behajtani tilos! (1941)
- Az utolsó dal (1942)
- Dr. Kovács István (1942)
- Bajtársak (1942)
- Éjfélre kiderül (1942)
- A 2000 pengős férfi (1942)
- Szabotázs (1942)
- Kölcsönkért férjek (1942)
- Kettesben (1943)
- Nemes rózsa (1943)
- Due cuori (1943)
- La vita torna (1943)
- A látszat csal (1944)
- A gazdátlan asszony (1944)
- Fehér vonat (1947)
- A tettes ismeretlen (1958)
- Édes Anna (1958)
- Rangon alul (1960)
- Alázatosan jelentem (1960)
- Meztelen diplomata (1963)
- Mit csinált felséged 3-tól 5-ig? (1964) – Udvarhölgy
- Ha egyszer húsz év múlva (1964)
- Pacsirta (1964)
- Hideg napok (1966)
- Szép magyar komédia (1970)
- A magyar ugaron (1973)
- A Pendragon legenda (1974)
- Drága kisfiam! (1975) – Zsámbokiné
- Kísértet Lublón (1976)

### Tévéfilmek
- Másnap (1958)
- Bors (1968)
- Bözsi és a többiek (1969)
- Az ember tragédiája (1969)
- Kukori és Kotkoda I-II. (1970-1971) – Pulyka Pálma (hang)
- Három affér (1972)
- Dorottya (1973)
- Felelet 1-8. (1974)
- Ida regénye (1974)
- Második otthonunk: A bíróság (1976)

## Hangjátékok
- Mauriac, Francois: Viperafészek (1962)
- Vészi Endre: A Piros Oroszlán (1962) – a tábornok felesége
- Ambrus Zoltán: Kultúra füzértánccal (1964)
- Grozdana Olujić: A szerelemre szavazok (1965)
- Kántor Zsuzsa: "Csalánba nem üt a mennykő" (1965)
- Remenyik Zsigmond: Jordán Elemér első hete a túlvilágon (1970)
- Macskajáték (1972) rádiós közvetítés

## Slágerei
Simor Erzsi több, a második világháború előtt forgatott filmjében is énekelt. A legnépszerűbb slágere a Tóparti látomás című film, Fényes Szabolcs által szerzett dala: A száz vágy muzsikál most az éjben volt. (Ezt a dalt később Karády Katalin is lemezre vette.) A Csak téged látlak című olasz film címadó dala szintén nagy népszerűségre tett szert Simor Erzsi előadásában nemcsak Magyarországon, hanem Olaszországban is.

## Archív felvételek
- A Jávor (1987)
- Muzsikál a mozi – 'Filmdalok' (1995)